# Hockey su ghiaccio alla XXIII Universiade invernale
Di seguito riportiamo tutti i risultati del torneo di Hockey su ghiaccio disputatosi durante la XXIII Universiade invernale di Torino 2007.
Le competizioni in tale disciplina si sono svolte presso i seguenti impianti:
- PalaTazzoli di Torino
- Palasport di Torre Pellice

e col seguente calendario:
| ● | Competizioni | ● | Finali |

|                    | Data  |       |       |       |       |       |       |       |       |       |       |
| Sport              | 17.02 | 18.02 | 19.02 | 20.02 | 21.02 | 22.02 | 23.02 | 24.02 | 25.02 | 26.02 | 27.02 |
| Hockey su ghiaccio |       | ●     | ●     |       | ●     | ●     |       |       | ●     | ●     | ●     |

## Medaglie
| Posizione | Paese         |
| --------- | ------------- |
|           | Canada        |
|           | Russia        |
|           | Kazakistan    |
| 4         | Finlandia     |
| 5         | Slovacchia    |
| 6         | Italia        |
| 7         | Rep. Ceca     |
| 8         | Stati Uniti   |
| 9         | Giappone      |
| 10        | Corea del Sud |
| 11        | Regno Unito   |

## Risultati
Le gare di hockey su ghiaccio si sono disputate solo in ambito maschile e hanno visto la partecipazione di 11 squadre, divise nella fase preliminare in 2 gironi:
| 18 gennaio 2007 | Rep. Ceca | 12 – 0 | Regno Unito |  |

| 18 gennaio 2007 | Giappone | 4 – 9 | Finlandia |  |

| 18 gennaio 2007 | Kazakistan | 3 – 1 | Italia |  |

| 19 gennaio 2007 | Giappone | 4 – 5 | Kazakistan |  |

| 19 gennaio 2007 | Regno Unito | 0 – 10 | Italia |  |

| 24 gennaio 2007 | Finlandia | 3 – 2 | Rep. Ceca |  |

| 21 gennaio 2007 | Rep. Ceca | 4 – 5 | Kazakistan |  |

| 21 gennaio 2007 | Italia | 2 – 3 | Giappone |  |

| 21 gennaio 2007 | Regno Unito | 1 – 22 | Finlandia |  |

| 22 gennaio 2007 | Giappone | 3 – 5 | Rep. Ceca |  |

| 22 gennaio 2007 | Finlandia | 2 – 3 | Italia |  |

| 22 gennaio 2007 | Kazakistan | 20 – 1 | Regno Unito |  |

| 24 gennaio 2007 | Regno Unito | 1 – 7 | Giappone |  |

| 24 gennaio 2007 | Kazakistan | 4 – 4 | Finlandia |  |

| 24 gennaio 2007 | Italia | 7 – 0 | Rep. Ceca |  |

| 18 gennaio 2007 | Stati Uniti | 0 – 5 | Canada |  |

| 18 gennaio 2007 | Slovacchia | 13 – 0 | Corea del Sud |  |

| 19 gennaio 2007 | Russia | 8 – 0 | Corea del Sud |  |

| 19 gennaio 2007 | Slovacchia | 3 – 2 | Stati Uniti |  |

| 21 gennaio 2007 | Russia | 4 – 2 | Slovacchia |  |

| 21 gennaio 2007 | Corea del Sud | 0 – 14 | Canada |  |

| 22 gennaio 2007 | Stati Uniti | 2 – 5 | Russia |  |

| 22 gennaio 2007 | Canada | 8 – 0 | Slovacchia |  |

| 24 gennaio 2007 | Corea del Sud | 2 – 5 | Stati Uniti |  |

| 24 gennaio 2007 | Canada | 2 – 2 | Russia |  |

| Posizione | Paese       | Punti | V | P | S | RF | RS | DR  |
| --------- | ----------- | ----- | - | - | - | -- | -- | --- |
| 1         | Kazakistan  | 13    | 4 | 1 | 0 | 37 | 16 | +21 |
| 2         | Finlandia   | 10    | 3 | 1 | 1 | 40 | 14 | +26 |
| 3         | Italia      | 9     | 3 | 0 | 2 | 23 | 8  | +15 |
| 4         | Rep. Ceca   | 6     | 2 | 0 | 3 | 24 | 18 | +6  |
| 5         | Giappone    | 6     | 2 | 0 | 3 | 21 | 22 | -1  |
| 6         | Regno Unito | 0     | 0 | 0 | 5 | 3  | 71 | -68 |

| Posizione | Paese         | Punti | V | P | S | RF | RS | DR  |
| --------- | ------------- | ----- | - | - | - | -- | -- | --- |
| 1         | Canada        | 10    | 3 | 1 | 0 | 29 | 2  | +27 |
| 2         | Russia        | 10    | 3 | 1 | 0 | 19 | 6  | +13 |
| 3         | Slovacchia    | 6     | 2 | 0 | 2 | 18 | 14 | +4  |
| 4         | Stati Uniti   | 3     | 1 | 0 | 3 | 9  | 15 | -6  |
| 5         | Corea del Sud | 0     | 0 | 0 | 4 | 2  | 40 | -38 |

Come ultima squadra classificata nel gruppo A da sei squadre, la Gran Bretagna si classifica come ultima (undicesima) del torneo. Le quinte classificate si scontrano per non e decimo posto, le quarte per settimo e ottavo, le terze per quinto e sesto; le prime due di ogni girone partecipano a scontri incrociati nelle semifinali.
Finale 9º-10º posto
| 25 gennaio 2007 | Giappone | 5 – 2 | Corea del Sud |  |

Finale 7º-8º posto
| 25 gennaio 2007 | Rep. Ceca | 3 – 0 | Stati Uniti |  |

Finale 5º-6º posto
| 25 gennaio 2007 | Italia | 1 – 2 | Slovacchia |  |

|  | Semifinali | Semifinali | Semifinali |        |        | Finale          | Finale          | Finale          |  |
|  |            |            |            |        |        |                 |                 |                 |  |
|  | Kazakistan | Kazakistan | 1          |        |        |                 |                 |                 |  |
|  | Kazakistan | Kazakistan | 1          |        |        |                 |                 |                 |  |
|  | Russia     | Russia     | 3          |        |        |                 |                 |                 |  |
|  | Russia     | Russia     | 3          |        | Canada | Canada          | 3               |                 |  |
|  |            |            |            |        | Canada | Canada          | 3               |                 |  |
|  |            |            | Russia     | Russia | 1      |                 |                 |                 |  |
|  | Canada     | Canada     | Russia     | Russia | 1      | 2               |                 |                 |  |
|  | Canada     | Canada     |            |        |        | 2               |                 |                 |  |
|  | Finlandia  | Finlandia  | 1          |        |        | Finale 3º posto | Finale 3º posto | Finale 3º posto |  |
|  | Finlandia  | Finlandia  | 1          |        |        |                 |                 |                 |  |
|  |            |            |            |        |        |                 |                 |                 |  |
|  |            |            |            |        |        | Kazakistan      | Kazakistan      | 5               |  |
|  |            |            |            |        |        | Kazakistan      | Kazakistan      | 5               |  |
|  |            |            |            |        |        | Finlandia       | Finlandia       | 2               |  |